# 中藤まつゑ
中藤 まつゑ（なかふじ まつゑ、1906年〈明治39年〉9月15日 - 1997年〈平成9年〉12月16日）は関西のアマチュア女性写真家である。出身は奈良県。
夫は関西を中心に活動していた写真家中藤敦である。夫の死後カメラを取り、1975年8月銀座ニコンサロンにて「極楽浄土」と題して写真展を開いた。
第一回木村伊兵衛写真賞（1975年）にその「極楽浄土」という作品群で最終候補にノミネートされた（最終候補者:佐々木崑、中藤まつゑ、平地勲、馬渕直哉。受賞者北井一夫受賞作品「村へ」、選考委員:伊奈信男、五木寛之、篠山季信、渡辺勉、岡見璋）。
「現代の写真'76」に三つの表現（中藤まつゑ、平地勲、川人忠幸）として写真展「極楽浄土」の作品が掲載された。四国お遍路、恐山のイタコ、高野山、徳島、平戸の切支丹など、永遠の平安と救いを願い求める人々とその風景を作品に残した。
1986年に浪華写真倶楽部に入会し、主に花火を題材に全国の花火大会などへ撮影旅行を行い、幻想的な作品を多く残した。サロンなどで個展を開催した。
1997年12月16日召天。セブンスデー・アドベンチスト大阪東部教会にて葬儀。菜食主義者として72年間の信仰を全うし92歳であった。